# دایگورو تاچیبانا
دایگورو تاچیبانا (انگلیسی: Daigoro Tachibana؛ زادهٔ ۲۷ ژانویهٔ ۱۹۸۷) بازیگر و رقصنده اهل ژاپن است. از فیلم‌هایی که وی در آن نقش داشته‌است، می‌توان به زاتوئیچی اشاره کرد.